# 涅季利納
49°19′17″N 23°5′35″E / 49.32139°N 23.09306°E
涅季利納（烏克蘭語：Недільна），是烏克蘭西部的村莊，隸屬利維夫州的桑比爾區。該村始建於1552年，面積0.88平方公里，海拔高度583米，2021年人口200，人口密度每平方公里265.91人。